# Helmut Kircher
Helmut Kircher (geb. 14. Oktober 1939 in Glöttweng; gest. 15. Mai 2023 in Augsburg) war ein deutscher Schauspieler, Theaterregisseur, Journalist und Musikkritiker.

## Leben und Wirken
Der gebürtige Schwabe erhielt seine Schauspielausbildung im Laufe der frühen 1960er Jahre an der Otto-Falckenberg-Schule in München. Es folgten Theaterverpflichtungen nach Remscheid, Münster und Coburg. Anschließend war Kircher nur noch freischaffend tätig.
1966 gab er seinen Einstand vor der Kamera mit zwei Kinorollen; in dem Jerry-Cotton-Krimi Der Mörderclub von Brooklyn spielte er einen FBI-Zuarbeiter des Helden. 1968 erhielt Kircher die kleine Rolle eines deutschen Offiziers in dem britischen Kriegsfilm Luftschlacht um England und die durchgehende Hauptrolle in der ARD-Vorabendserie Reisedienst Schwalbe. Seit dieser Zeit wirkte Kircher vor allem in Fernsehproduktionen mit. Mehrfach sah man Kircher gastweise in einzelnen Folgen beliebter TV-Serien.
Zwischen 1972 und 2000 trat Helmut Kircher in 70 Folgen der ZDF-Fahndungssendung Aktenzeichen XY … ungelöst als Darsteller auf. Das ist die bisher höchste Anzahl von Rollen, die ein Darsteller in dieser Sendung verzeichnen konnte.
Mitte der 1990er Jahre verschwand Helmut Kircher aus dem Blickfeld der großen Öffentlichkeit. Zu dieser Zeit lebte er längst wieder in seiner ostschwäbischen Heimat, in Günzburg, nur etwa 20 Kilometer von seinem Geburtsort entfernt. Er besann sich auf seine Theaterherkunft, inszenierte Stücke und engagierte sich kulturell in der schwäbisch-bayerischen Grenzregion (z. B. in Wittislingen und Ichenhausen). Im Rahmen einiger dieser regionalen Veranstaltungen gab er auch Lesungen bzw. wirkte dort als Moderator. Darüber hinaus betätigte sich Musikkenner Helmut Kircher immer wieder als Autor von Kritiken in Zeitungen und schrieb über kulturelle Themen.
Aus Helmut Kirchers Ehe mit der Tänzerin Anne-Marie Bach gingen zwei Töchter hervor.

## Filmografie (Auswahl)
- 1966: Der Mörderclub von Brooklyn
- 1966: Katz und Maus
- 1967: Die fünfte Kolonne (eine Folge der TV-Serie)
- 1968: Johannes durch den Wald
- 1969: Der Fall Liebknecht-Luxemburg
- 1968: Luftschlacht um England (Battle of Britain)
- 1969: Reisedienst Schwalbe (Serie)
- 1971: Toni und Veronika (eine Folge der TV-Serie)
- 1971: Recht oder Unrecht (eine Folge der TV-Serie)
- 1972: Liebesspiele junger Mädchen
- 1972: Ehen vor Gericht (eine Folge der TV-Serie)
- 1973: Der rote Schal
- 1973: Lemmi und die Schmöker (eine Folge der TV-Serie)
- 1974: Härte 10 (Mehrteiler)
- 1975: Im Auftrag von Madame (eine Folge der TV-Serie)
- 1981: Beim Bund (eine Folge der TV-Serie)
- 1993: Tatort: Bienzle und die schöne Lau
- 1995: Transatlantis
- 1995: Forsthaus Falkenau (Folge: Der Bär ist los)